# Poiana Vadului (gmina)
Poiana Vadului – gmina w Rumunii, w okręgu Alba. Obejmuje miejscowości Costești, Duduieni, Făgetu de Jos, Făgetu de Sus, Hănășești, Lupăiești, Morcănești, Păștești, Petelei, Poiana Vadului i Stănești. W 2011 roku liczyła 1139 mieszkańców. 